# Sfinți și soldați: Bătălia finală
Sfinți și soldați: Bătălia finală (în engleză Saints and Soldiers: The Void) este un film american dramatic de război scris și regizat de Ryan Little. În rolurile principale au interpretat actorii K. Danor Gerald, Adam Gregory și Matt Meese. În unele țări a fost lansat ca Sfinți și soldați: Bătălia tancurilor (Saints and Soldiers: Battle of the Tanks).
A avut premiera la 15 august 2014. Coloana sonoră a fost compusă de James Schafer. Este cel mai scump dintre filmele din seria Sfinți și soldați din cauza folosirii tancurilor. Sfinți și soldați: Bătălia finală a fost filmat în Alpine, Utah.

## Rezumat
În mai 1945, rămășițele armatei germane continuă să lupte în munții Harz, zonă supranumită „Vidul” de trupele americane. Un distrugător de tancuri american M18 Hellcat, „The Avenging Angel”, trage într-o închisoare germană și eliberează prizonierii aliați ținuți acolo, inclusiv pe locotenentul Goss (Ben Urie). A doua zi, prizonierii urmează să fie transportați în siguranță de sergentul Jesse Owens (K. Danor Gerald) și soldatul Perry (Alex Boye). Owens nu este respectat de unii dintre soldații albi pentru că este afro-american.
Căpitanul britanic McConkie îi ordonă sergentului John Atwood, comandantul de pe M18 Hellcat, și lui Max Whitaker să-și ia tancurile pentru a curăța drumurile de orice german pentru a proteja convoiul lui Owens și Perry. Cele două tancuri merg de-a lungul drumurilor și o oarecare tensiune apare între soldatul Daniel Barlow (Matt Meese) și Rodney Mitchell. Caporalul Carey Simms (Adam Gregory) oprește cearta. Convoiul dă peste un cadavru fals pe drum, iar apoi un tanc german Panzer III ascuns trage, distrugând camionul lui Perry, ucigând pe toți cei din interior. Germanii deschid foc în camionul lui Owens, iar el și Goss reușesc să scape. Urmează alte întâlniri tanc contra tanc, care se termină atunci când Owens distruge un tanc german cu un Panzerfaust. Barlow și Mitchell se împacă, iar Simms și Owens se împrietenesc unul cu celălalt pe parcursul conflictului.

## Distribuție
- K. Danor Gerald – maestru sergent Jesse Owens
- Adam Gregory – caporal Carey Simms
- Matt Meese – soldat Daniel Barlow
- Timothy S. Shoemaker – sergent John Atwood
- Michael Todd Behrens – Rodney 'Ramrod' Mitchell
- Ben Urie – locotenent Goss
- Christoph Malzl – Comandantul Stalagului
- David Morgan – Lt. Klaus Shonbeck
- Nate Harward – soldat, prizonier de război, din Stalag
- Brenden Whitney – soldat Nelson
- Jeff Birk – căpitan F. Briton McConkie
- Joel Bishop – sergentul Max Whitaker
- Alex Boye – soldatul Perry
- Allan Groves – sergentul Kesler
- Logan Rogan – prizonier #1
- Blake Webb – prizonier #2
- Jeff Johnson – polițist militar de la răscrucea de drumuri
- Philip Malzl – Frederick Kardoff
- Becca Ingram – Gerta Kardoff
- Aunna Abel – Aunna Kardoff
- Lance Jensen – caporal Jensen
- Randy Beard – comandant de tancuri german
- Andrew W. Johnson – soldat Wolsey
- Richie T. Steadman – sergentul Steadman
- Scott Swofford – General Terry Allen
- Terence Johnson – caporal Harrison
- Lonzo Liggins – soldat Cooper
- Carlton Bluford – soldat Smitty
- Stacey Harkey – soldat Gaines
- Bart Johnson – căpitanul Derrick Davis
- Cardiff Gerhardt – tânăr soldat #1
- Taylor Risk – tânăr soldat #2
- Talon G. Ackerman – Fritz Bauer